# Gotcha! The Sport!
Gotcha! The Sport! är ett erövra flaggan-spel utgivet till NES 1987, och baserat på 1985 års film med samma namn. Spelet spelas med NES Zapper. 

### Fotnoter
1. ↑  ”Gotcha!”. NES DB. 27 februari 1987. Arkiverad från originalet den 28 juni 2014. https://archive.is/20140628170547/http://www.nesdb.se/game_more.php?id=614&rid=4. Läst 28 juni 2014.